# Junkers Jumo 012
Das Junkers Jumo 012 war ein Strahltriebwerk der Junkers Flugzeug- und Motorenwerke AG, das während des Zweiten Weltkriegs in Deutschland konzipiert und später in der Sowjetunion weiterentwickelt wurde. Ein Flugeinsatz fand nicht statt. Auf Basis dieses Triebwerkstyps wurden später die Triebwerke Jumo 022, Kusnezow NK-4, Kusnezow NK-12, Pirna 014 und Pirna 018 entwickelt.

## Entwicklungsgeschichte
Die Entwicklung des Jumo 012 begann 1943 mit einer Forderung des im Reichsluftfahrtministerium (RLM) angesiedelten Technischen Amts an Junkers nach schubstärkeren Triebwerken. Der zu diesem Zeitpunkt serienreife Antrieb Jumo 004B mit einem Schub von 9 kN war für die neu angedachten Flugzeuge wie etwa Junkers Ju 287 (2 × Jumo 012 oder 2 × BMW 018) oder Heinkel He 343 (2 × Jumo 012) nicht ausreichend und sollte durch ein dreifach stärkeres Triebwerk mit rund 30 kN ergänzt werden. RLM intern wurde das Projekt unter der Nummer 109-012 geführt, was den Namen (JUnkers MOtor + Projektnummer) erklärt.
Die Entwicklungsarbeit wurde im Dezember 1944 am Stammsitz von Junkers in Dessau gestoppt und nach Brandis, Aken und Mosigkau verlegt. Die Gründe dafür sind nicht bekannt. Für die bereits bestellten zehn Versuchstriebwerke wurden bis zum Kriegsende nur wenige Teile – unter anderem Rotorbauteile – hergestellt, die jedoch nicht mehr getestet werden konnten. Am 23. April 1945 marschierten amerikanische Truppen in Dessau ein und beschlagnahmten in der Folgezeit zahlreiche Dokumente und Bauteile von Junkers, auch die des Jumo 012.
Am 5. Juli 1945 übernahmen sowjetische Truppen Dessau. Während andere Industriezweige im Zuge der Reparationsleistungen demontiert wurden, wollte die Sowjetunion das Wissen der Triebwerkspezialisten für sich nutzen und deren weitere Abwanderung in die anderen Besatzungszonen verhindern. Gegen Ende 1945 wurde daher in Dessau das Sonderkonstruktionsbüro OKB-1 eingerichtet. Wenngleich viele Unterlagen, Versuchstriebwerke und Anlagen in die USA oder Sowjetunion abtransportiert oder zerstört sowie Fachkräfte geflohen waren, wurden die Entwicklungsarbeiten am Jumo 012 wie auch die am Jumo 004C und Jumo 022 unter sowjetischer Aufsicht wieder aufgenommen. Unter engen Terminvorgaben sollten so der Rückstand der Sowjetunion auf diesem Gebiet behoben und leistungsstarke Antriebe für eigene Projekte bereitgestellt werden. Bereits am 24. Juni 1946 fand der Erstlauf des Jumo 012 statt. Es wurden insgesamt drei Versuchstriebwerke gebaut, wobei eines durch eine Havarie zerstört wurde und die beiden anderen die geforderte Leistung zunächst nicht sicher erreichen konnten.
Am 22. Oktober 1946 wurden ein ausgewählter Kreis von Spezialisten sowie deren Familien im Rahmen der Aktion Ossawakim aus Dessau nach Uprawlentscheski Gorodok, einem Stadtteil von Kuibyschew (heute Samara) gebracht. Die Versuchsanlagen und Büros wurden demontiert und bis Ende 1946 ebenso dorthin abtransportiert. In Kuibyschew arbeiteten die Spezialisten im eigens dafür gegründeten Staatlichen Versuchswerk Nr. 2, aus dem im August 1953 das OKB 276 und 2009 der heutige russische Hersteller Kusnezow hervorging.
Das Triebwerk wurde in Kuibyschew unter dem neuen Entwicklungsleiter Ferdinand Brandner grundlegend überarbeitet. Für diese dann als Jumo 012B bezeichnete Version wurden Ende 1947 die Produktion von fünf Prototypen begonnen. Die Tests begannen im Juni 1948. Es stellten sich Erfolge ein, wenngleich Ende des Jahres ein 100-Stunden-Zulassungstest nach 94 Stunden in Folge eines Schaufelbruchs abgebrochen werden musste.
Ein Flugeinsatz des Triebwerkstyps fand nicht statt. Die Sowjetunion beschaffte unabhängig von dessen Entwicklung das britische Triebwerk Nene des Herstellers Rolls-Royce und entwickelte es zunächst zum Klimow RD-45 und später zum Klimow WK-1 weiter. Das RD-45 war bei vergleichbarer Schubkraft kompakter und um den Faktor 1,5 leichter. Das gab den Ausschlag, die Entwicklung des Jumo 012 Ende 1948 zu beenden.

## Technische Daten
Konzeptionell war das Triebwerk im Grunde ein dreifach vergrößertes Jumo 004B mit einer Länge von 4,86 m und einem Durchmesser von 1,06 m. Wie dieses als Turbojet konstruiert, war es mit einem elfstufigen Axialverdichter versehen, der an der Aerodynamischen Versuchsanstalt in Göttingen strömungstechnisch ausgelegt worden war. Die Brennkammer war in acht Einzelbrennkammern unterteilt. Die Turbine war in zwei Stufen unterteilt und wies luftgekühlte Schaufelblätter auf. Die Schubdüse war variabel einstellbar.
Mit der Variante 012B wurde das Triebwerk 1948 grundlegend überarbeitet. Das Gewicht wurde von rund 2000 kg auf nur noch 1350 kg drastisch reduziert und der Verdichter wies nun zwölf Stufen auf. Die Brennkammer wurde als eine Kombination aus Einzel- und Ringbrennkammer mit zwölf Brennern ausgeführt, was einen besseren Ausbrandgrad versprach. Die Schubdüse war nicht mehr verstellbar. Die Schubkraft wurde auf 3000 kp (29,4 kN) gesteigert.
Aus dem Jumo 012 wurden mehrere Triebwerkstypen abgeleitet, die alle von der gleichen Ingenieursgruppe entwickelt wurden und daher konstruktiv aufeinander aufbauen. Die folgende Tabelle gibt einen Überblick über diese Triebwerke und deren technischen Daten.
| Daten                                      | Jumo 012                                   | Jumo 022                                            | Kusnezow NK-12                                      | Pirna 014                                      | Pirna 018                                             |
| ------------------------------------------ | ------------------------------------------ | --------------------------------------------------- | --------------------------------------------------- | ---------------------------------------------- | ----------------------------------------------------- |
| Typ                                        | Turbojet                                   | Turboprop                                           | Turboprop                                           | Turbojet                                       | Turboprop                                             |
| Startschub                                 | 2780 kp (27,3 kN)                          | –                                                   | –                                                   | 3150 kp (30,9 kN)                              | –                                                     |
| äquivalente Wellenleistung (Startleistung) | –                                          | 4412 äkW (6000 äPS)                                 | 8820 äkW (12000 äPS)                                | –                                              | 3680 äkW (5000 äPS) mit 670 kp (6,57 kN) Restschub    |
| Luftdurchsatz                              | ~50 kg/s                                   | 50 kg/s                                             | 62 kg/s                                             | 52 kg/s                                        | 31,3 kg/s                                             |
| Gewicht                                    | ~2000 kg                                   | 2600 kg (mit Propeller)                             | 2300 kg (ohne Propeller)                            | 1060 kg                                        | 1300 kg (ohne Propeller)                              |
| Gesamtlänge                                | 4,86 m (ohne Düse)                         | 5,64 m (mit Propeller)                              | 6,0 m                                               | 3,31 m                                         | 3,68 m                                                |
| Propeller                                  | –                                          | 2 gegenläufige Koaxial-Dreiblatt-Verstell-Propeller | 2 gegenläufige Koaxial-Vierblatt-Verstell-Propeller | –                                              | Vierblatt-Verstell-Propeller AW-68A                   |
| Verdichter                                 | 11 Stufen                                  | 11 Stufen                                           | 14 Stufen                                           | 12 Stufen                                      | 13 Stufen                                             |
| Turbine                                    | 2 Stufen                                   | 3 Stufen                                            | 5 Stufen                                            | 2 Stufen                                       | 4 Stufen                                              |
| Flugzeug                                   | –                                          | –                                                   | Tupolew Tu-95 und weitere                           | 152 mit 4 × Pirna 014                          | 153 mit 2 × Pirna 018 154 mit 4 × Pirna 018           |
| Anmerkung                                  | Daten beziehen sich auf Variante Jumo 012A | [ 2 ]                                               | Daten beziehen sich auf Variante NK-12              | Daten beziehen sich auf Variante Pirna 014 A-0 | Daten beziehen sich auf den letzten Entwicklungsstand |

## Ableitungen

### Jumo 022
Parallel zu den Arbeiten an verschiedenen Strahltriebwerken forderte das RLM auch die Entwicklung von Propeller-Turbo-Luftstrahltriebwerken (PTL-Triebwerk, kurz Turboprop), die bei einem typischen Einsatzprofil von Flugzeugen mit einer großen Reichweite und hoher Reisegeschwindigkeit einen geringeren Treibstoffverbrauch gegenüber Strahltriebwerken versprachen. Bei Junkers wurde 1943 das Projekt Jumo 022 gestartet, einer Turbopropversion des Jumo 012. Mit einer projektierten äquivalenten Wellenleistung von 4418 äkW (6000 äPS) reihte es sich zwischen dem kleineren 109-021 von Daimler und dem größeren BMW 109-028 ein.
Das Jumo 022 basiert zunächst auf einem Jumo 012A, das um eine Turbinenstufe erweitert und mit zwei koaxial gegenläufigen Dreiblatt-Verstell-Propeller und einem entsprechenden Getriebe versehen wurde. Der Propellerdurchmesser betrug 3,5 m, die Gesamtlänge 5,64 m. Später gab es gegenüber dem Jumo 012 weitere Veränderungen, um den Wirkungsgrad zu erhöhen, wie etwa eine Verringerung der Spaltmaße im Verdichter oder einen verbesserten Einlass. Die Anzahl der Verdichterstufen stieg auf 14. Die Leistung wurde auf 3677 äkW (5000 äPS) in der Version TW-022 bzw. 4192 äkW (5700 äPS) in der Version TW-2 bei gleichzeitig verringertem spezifischen Treibstoffverbrauch reduziert.
Die Entwicklungsarbeiten wurden 1944 gestoppt, womit das Design mit Ende des Krieges nicht fertig war. Insbesondere das Getriebe bereitete Probleme. Die Arbeiten sollten jedoch vom OKB-1 nach dem Krieg wieder aufgenommen werden, da die Sowjetunion einen entsprechenden Bedarf sah. Ende 1947, dann schon im Staatlichen Versuchswerk Nr. 2 in Uprawlentscheski Gorodok, wurden die theoretischen Arbeiten beendet und mit der Fertigung von drei Prototypen begonnen sowie Prüfstände errichtet. Die Arbeiten an den Turboproptriebwerken wurden dann ab 1948 unter dem neuen Leiter Kusnezow auf das Jumo 022 – dann als TW-022 bezeichnet – konzentriert und das BMW 028 aufgegeben. Die Abnahmetests wurden 1950 erfolgreich absolviert und eine Wellenleistung von mehr als 5700 äPS im 100-Stunden-Zulassungstest nachgewiesen. Das dann als TW-2 (nach anderen Quellen auch NK-2) bezeichnete Triebwerk wurde ab 1951 an einer Tupolew Tu-4 im Flug getestet.
Später wurden noch die Versionen TW-2M mit 5626 äkW (7650 äPS) und TW-2F mit 4596 äkW (6250 äPS) entwickelt.
Das TW-2 wurde nach seiner Zulassung von einem sowjetischen Betrieb zur Serienversion TW-4 bzw. Kusnezow NK-4 weiterentwickelt und dann in den Flugzeugen Antonow An-8 und An-10 sowie der Iljuschin Il-18 eingesetzt. Nach Zwischenfällen wurde es jedoch schnell durch andere Triebwerke ersetzt.

### Kusnezow NK-12
Nach der Zulassung des TW-2 konzentrierte sich die Arbeit im Staatlichen Versuchswerk Nr. 2 auf die Entwicklung eines 10000 PS, später 12000 PS leistenden Turboproptriebwerks, die 1953 auch erfolgreich beendet werden konnte. Die zwischenzeitlich erprobte Variante 2TW-2F, bei der zwei TW-2F gekoppelt auf das Getriebe und den Propeller wirken, erwies sich als nicht tauglich. Der in der späteren Serienversion als Kusnezow NK-12 bezeichnete Antrieb wurde ab 1954 im sowjetischen Bomber Tupolew Tu-95 erprobt und eingesetzt. 1955 wurde auch die Tupolew Tu-114 mit diesem Triebwerk ausgerüstet. Wie auch beim TW-2 wurde das NK-12 von einer von den deutschen Spezialisten entwickelten Kleingasturbine gestartet. Spätere Varianten des NK-12 leisteten bis zu 15.000 PS und wurden in der Antonow An-22, Tupolew Tu-142 und Tu-126 und dem Ekranoplan A-90 Orljonok eingesetzt.

### Pirna 014
Nach der Rückkehr der deutschen Spezialisten in die DDR wurde dort im VEB Entwicklungsbau Pirna das Pirna 014 entwickelt, das zum Antrieb des Passagierjets 152 dienen sollte. Es wird konstruktiv als ein Nachfolger des Jumo 012 angesehen. Bis zur Einstellung des Programms 1961 wurden mehrere Versionen entwickelt und eine Nullserie hergestellt. Eine Flugerprobung fand statt.

### Pirna 018
Das Pirna 018 war ein einwelliges Turboproptriebwerk, das Ende 1955 zunächst für den Antrieb der zweimotorigen 153 und der viermotorigen 154 vorgesehen war. In die Entwicklung flossen Erfahrungen aus dem erfolgreichen NK-12 ein. Nach mehreren Überarbeitungen im Projekt wurde die Entwicklung 1959 abgebrochen. Es wurden insgesamt drei Testtriebwerke hergestellt, von den nur zwei auf den Prüfständen liefen. Eine Flugerprobung fand nicht statt.